# Jednoduše souvislá množina
Topologický prostor se nazývá jednoduše souvislý (nebo 1-souvislý nebo 1-jednoduše souvislý), pokud je obloukově souvislý a každý oblouk mezi dvěma body může být spojitě transformován (intuitivně pro vložené prostory, tak aby zůstaly v daném prostoru) na jiný oblouk, přičemž se zachovávají oba koncové body. Indikátorem, že topologický prostor není jednoduše souvislý, je jeho fundamentální grupa: obloukově souvislý topologický prostor je jednoduše souvislý právě tehdy, když jeho fundamentální grupa je triviální.

## Definice a ekvivalentní formulace

Tento tvar reprezentuje množinu, která není jednoduše souvislá, protože jakákoli smyčka, která obklopuje jednu nebo více děr, nemůže být stažena na bod bez opuštění oblasti.

Topologický prostor X se nazývá jednoduše souvislý, pokud je obloukově souvislý a jakákoli smyčka v X definovaná jako zobrazení f : S1 → X může být stažena na bod: existuje spojité zobrazení F : D2 → X takové, že funkce F restringovaná na množinu S1 je f. S1 označuje jednotkovou kružnici a D2 uzavřený jednotkový kruh v eukleidovské rovině.
Ekvivalentní formulace je tato: X je jednoduše souvislý právě tehdy, když je obloukově souvislý a když {\displaystyle p:\langle 0,1\rangle \to X} a {\displaystyle q:\langle 0,1\rangle \to X} jsou dva oblouky (tj.: spojitá zobrazení) se stejným počátečním a koncovým bodem (p(0) = q(0) a p(1) = q(1)), pak p lze spojitě deformovat na q při zachování obou koncových bodů. Explicitně existuje homotopie {\displaystyle F:\langle 0,1\rangle \times \langle 0,1\rangle \rightarrow X} tak, že {\displaystyle F(x,0)=p(x)} a {\displaystyle F(x,1)=q(x)}.
Topologický prostor X je jednoduše souvislý právě tehdy, když X je obloukově souvislý a fundamentální grupa X je v každém bodě triviální, tj. sestává pouze z neutrálního prvku. Podobně X je jednoduše souvislý právě tehdy, když pro všechny body {\displaystyle x,y\in X}, množina morfismů {\displaystyle \operatorname {Hom} _{\Pi (X)}(x,y)} ve fundamentálním grupoidu X má jediný prvek.
V komplexní analýze: otevřená podmnožina {\displaystyle X\subseteq \mathbb {C} } je jednoduše souvislá právě tehdy, když X i její doplněk na Riemannově sféře jsou souvislé. Množina komplexních čísel s imaginární částí větší než nula a menší než jedna je pěkným příkladem neomezené, souvislé, otevřené podmnožiny roviny, jejíž doplněk není souvislý, je však jednoduše souvislý. Pokud uvolníme požadavek, aby X byla souvislá, vede k zajímavému prozkoumání otevřených podmnožin roviny se souvislým rozšířeným doplňkem. Například (ne nutně souvislá) otevřená množina má souvislý rozšířený doplněk právě tehdy, když každá z jeho souvislých komponent je jednoduše souvislá.

## Neformální diskuze
Neformálně řečeno, objekt v našem prostoru je jednoduše souvislý, pokud je tvořen jedním kusem a nemá žádné „díry“, které jím procházejí skrz. Například záchranný kruh ani hrneček (s uchem) není jednoduše souvislý, ale dutý gumový míč jednoduše souvislý je. Ve dvourozměrném prostoru není kružnice jednoduše souvislá, ale kruh a přímka jednoduše souvislé jsou. Prostory, které jsou souvislé, ale ne jednoduše souvislé se nazývají nejednoduše souvislé nebo násobně souvislé.

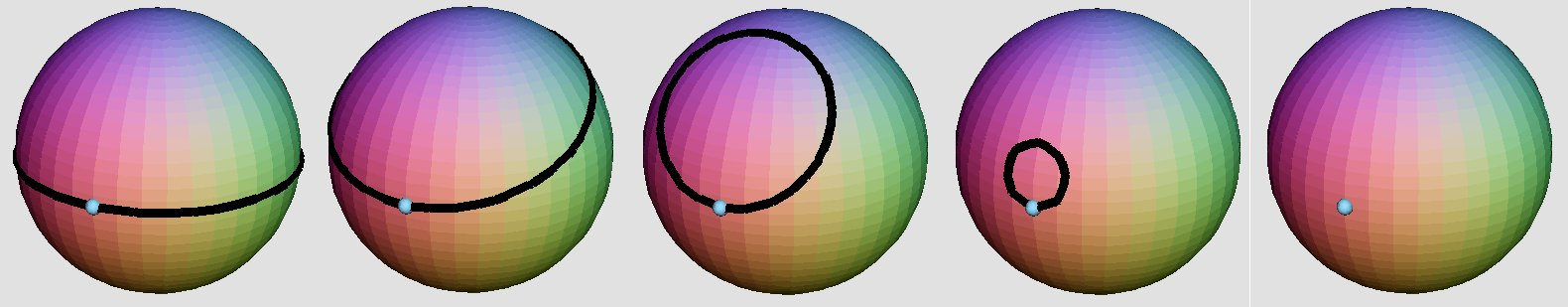
Sféra je jednoduše souvislá, protože každá smyčka na jejím povrchu může být stažena do jediného bodu.

Definice vylučuje pouze díry tvaru ucha. Koule (nebo, ekvivalentně, gumový míč s dutým středem) je jednoduše souvislá, protože jakoukoli smyčku na povrchu koule můžeme stáhnout na bod, přestože v dutém středu má „díru“. Silnější podmínka, že objekt nemá žádné díry jakýchkoli rozměrů, se nazývá kontraktibilita.

## Příklady

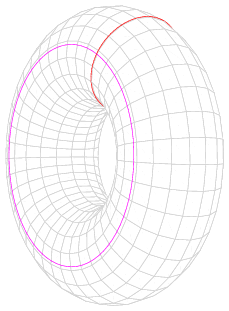
Torus (anuloid) není jednoduše souvislý povrch. Žádná z barevně vyznačených smyček na obrázku nemůže být stažena na bod bez opuštění povrchu. Plný torus také není jednoduše souvislý, protože fialovou smyčku nelze stáhnout na bod bez opuštění tělesa.

- Eukleidovská rovina R2 je jednoduše souvislá, ale R2 bez počátku souřadnicového systému (0,0) není. Pokud n > 2, pak oba Rn a Rn minus počátek souřadnicového systému jsou jednoduše souvislý.
- Obdobně: n-rozměrná sféra Sn je jednoduše souvislá právě tehdy, když n ≥ 2.
- Každá konvexní množina Rn je jednoduše souvislá.
- Torus, (eliptický) válec, Möbiova páska, projektivní rovina a Kleinova láhev nejsou jednoduše souvislé.
- Každý topologický vektorový prostor je jednoduše souvislý; to platí také pro Banachovy prostory a Hilbertovy prostory.
- Pro n ≥ 2 ortogonální grupa SO(n,R) není jednoduše souvislá a speciální unitární grupa SU(n) je jednoduše souvislá.
- Jednobodová kompaktifikace R není jednoduše souvislá (přestože R je jednoduše souvislá).

## Vlastnosti
Povrch (dvourozměrné topologické variety) je jednoduše souvislý právě tehdy, když je souvislý a jeho rod plochy (počet uch nebo držadel) je 0.
Univerzální pokrytí libovolného (vhodného) prostoru X je jednoduše souvislá varieta která se zobrazuje na X přes pokrývající zobrazení.
Pokud prostory X a Y jsou homotopicky ekvivalentní a X je jednoduše souvislý, pak je jednoduše souvislý i Y.
Obraz jednoduše souvislé množiny spojitou funkcí nemusí být jednoduše souvislý. Vezmeme například komplexní rovinu zobrazenou exponenciální funkcí: jejím obrazem je komplexní rovina bez počátku (C - {0}), která není jednoduše souvislá.
Je několik důvodů, proč je pojem jednoduché souvislosti důležitý v komplexní analýze:
- Cauchyova–Goursatova věta říká, že, pokud U je jednoduše souvislá otevřená podmnožina komplexní roviny C a f : U → C je holomorfní funkce, pak f má na U primitivní funkci F a hodnota každého křivkového integrálu v U, jehož integrand f závisí pouze na koncových bodech u a v cesty a je možné ji vypočítat jako F(v) - F(u). Integrál tedy nezávisí na konkrétní trajektorii propojující body u a v.
- Věta o Riemannově zobrazení tvrdí, že jakákoli neprázdná otevřená jednoduše souvislá podmnožina C (kromě množiny C samotné) je konformně ekvivalentní s jednotkovým kruhem.

Pojem jednoduché souvislosti je také klíčovou podmínkou v Poincarého větě.